# Premier Emsav

Le premier Emsav  est période du mouvement breton allant de 1898 à la fin de la Première Guerre mondiale. Il est marqué par l'apparition du régionalisme breton en politique, et par le début d'actions culturelles dans le domaine de la langue bretonne.

## Étymologie et origine du termeemzao
Le terme emzao (ou plus tard emsav en breton unifié) est attesté pour la première fois en 1912 dans l'ouvrage Ganedigez eun emzao (« La genèse d'un mouvement ») de François « Taldir » Jaffrenou. Ce néologisme, peu utilisé jusqu'alors, est repris en 1927 par le linguiste François Vallée sous la forme an emzav brôadel lorsqu'il raconte dans la revue Gwalarn son voyage chez les nationalistes irlandais. À cette époque, le terme est rendu en français par les expressions « mouvement de revendication », « soulèvement », « révolte ». Il est également considéré comme proche de l'italien risorgimento.
En 1932, sous la plume de Raymond Delaporte qui l'utilise dans Breiz Atao, emsav désigne la nébuleuse de groupes culturels ou politiques plus ou moins organisés en réseau, œuvrant pour la défense de la langue bretonne et la promotion d'une nation bretonne. Cette acception est reprise dans les dictionnaires de la fin du XXe siècle, comme celui de Francis Favereau édité en 1992, qui le traduit comme « mouvement breton ».
Pour autant, l'étymologie d’emzao renvoie à deux termes bretons : le radical zao ou sav signifiant littéralement « levé » ou « élévation », et le préfixe réflectif em- « soi-même ». La traduction d’emzao se rapprocherait donc plus d'« élévation de/sur soi-même », « édification personnelle », que de « soulèvement ».

## Historique
Le thème de la préservation et de la promotion du breton est promu avec une vigueur nouvelle sous l'impulsion de personnes ayant fait des études universitaires en langues celtiques, comme François Vallée et François Jaffrennou, d'autant que les mesures prises, vers 1900-1905, par Émile Combes pour limiter l'usage du breton dans le catéchisme et les prones apparaissent comme des agressions d'un gouvernement uniquement parisien.
La création de l'Union régionaliste bretonne (URB) suscite beaucoup d'espoirs pour la constitution d'un large front à vocation de lobbyisme dans tous les domaines culturels, pour le maintien, sans exclure la modernisation, des traditions spécifiques à la Bretagne : costumes, danses, musique, langue, théâtre, coutumes religieuses. Les questions de l'enseignement de la langue et de l'enseignement religieux entraînent des controverses réciproques avec l'appareil de l'État et ses soutiens.
L'URB a, au début, un caractère frontiste, puisque des aristocrates monarchistes côtoient des républicains et acceptent qu'Anatole Le Braz, professeur public, soit le premier président. Celui-ci s'éloigne au bout de quelques années, car les notables conservateurs ont pris le dessus, probablement à la faveur des crispations entraînées par les affaires religieuses (séparation de l'Église et de l'État en 1905 et affaire des sanctions contre les prêtres des paroisses qui font "un usage abusif" du breton).
En 1911, la nouvelle Fédération régionaliste bretonne, issue d'une scission de l'URB, met, d'emblée, l'accent sur une question destinée à devenir très importante, celle du développement économique autocentré de la Bretagne, dont les principaux penseurs sont Jean Choleau  et Pierre Mocaër. Elle met aussi plus en avant la question de la langue bretonne, car ses principaux fondateurs sont tous engagés dans l'illustration du breton.
L'idée d'une fraternité politique possible avec les autres pays de langue celtique ouvre une autre espace de réflexion, le panceltisme, qui inclut souvent la complémentarité économique (importation du charbon gallois pour développer la sidérurgie en Bretagne et exportations agricoles vers les Îles britanniques, par exemple).
Fin 1911 marque aussi la création, par des jeunes gens, du parti nationaliste breton (PNB), première manière, qui, le premier, défend  l'idée de l'indépendance, mais n'ouvre pas de réflexion sérieuse sur la viabilité d'une Bretagne indépendante. Anatole Le Braz qui soutient la FRB et est classé comme républicain, demande publiquement qu'ils ne soient pas ostracisés, les présentant comme les enfants un peu radicaux de la grande famille bretonne. Un Joseph Duchauchix est simultanément actif à la FRB et au PNB sans que cela pose problème.
- 1898 : Création de l’Union régionaliste bretonne, premier vrai mouvement politique  régionaliste, composite, mais majoritairement conservateur sous la présidence d'Anatole Le Braz, secondé par Charles Le Goffic
- 1899 : l'Association des bleus de Bretagne, de tendance républicaine, est créée par scission de l'URB
- 1900 :  la Fédération socialiste de Bretagne est créée à Nantes par Charles Brunellière
- 1900 : Création à Guingamp de la Gorsedd de Bretagne, association néodruidique qui inaugure l'ère du panceltisme et rassemblera l'élite culturelle brittophone
- 1902 : Émile Combes, président du Conseil et Ministre des cultes, envoie une circulaire instituant des sanctions pour les prêtres de paroisse qui n'utilisent que le breton et dit à la Chambre que "le breton se prête moins que le français à exprimer les idées nouvelles, ces vilaines et détestables idées républicaines dont la langue française est l'admirable messagère"[3]. Une campagne de protestation est lancée par le mouvement culturel breton naissant qui envoie un émissaire, François Jaffrennou, au Congrès celtique de Dublin pour obtenir l'appui des "pays celtiques" d'Outre-Manche
- 1903 : Création de la chaire de celtique à l'Université de Paris pour Joseph Loth. Elle n'a été agréée qu'à la condition que son financement soit assuré par les cinq conseils généraux (Favereau, 2005)
- 1904, Lionel Radiguet diffuse 100 000 exemplaires de sa Constitution nationale pour une République bretonne.
- 1905 : Création du Bleun Brug, dans la continuité de Feiz ha Breiz, par l'abbé Perrot pour défendre la foi, la langue et les traditions catholiques bretonnes. Ce n'est pas un mouvement politique
- 1909 et 1911 : deux ouvrages du comte Mériadec de Lantivy de Trédion synthétisent les revendications du mouvement breton. L'auteur y évoque une reconstitution de la Bretagne, son autonomie financière et administrative. Les défenseurs du projet vont jusqu'à imaginer une 'grève de l'impôt'
- 1909 : En réponse à une demande d'introduction de l'enseignement du breton présentée par des députés républicains, Gaston Doumergue invoque la nécessité de ne pas favoriser les "séparatistes" qui n'étaient alors pas organisés comme tels
- 1911 : création du Parti nationaliste breton et de la Fédération Régionaliste Bretonne, à la suite d'une scission de l'Union régionaliste bretonne.

Le Parti nationaliste breton, à la fois, le premier parti politique créé en Bretagne et le premier parti nationaliste breton, créé par Camille Le Mercier d'Erm. Il attire à lui immédiatement les Bretons de conviction les plus politisés. Au mois de novembre, son secrétaire, Joseph Duchauchix, adjoint au maire de Laurenan, concourt aux élections sénatoriales des Côtes-du-Nord sous l'étiquette de "nationaliste breton".
- 1912 : Émile Masson écrit Antée ou les Bretons et le socialisme : pour un socialisme breton, puis lance l'année suivante un mensuel socialiste bilingue français-breton  : Brug.